# Liste der Eingemeindungen in die Stadt Döbeln
Mit der Eingliederung der Gemeinde Mochau als derzeit letzte Eingemeindung in die Stadt Döbeln wurde die Stadt im Landkreis Mittelsachsen erneut vergrößert.
In der ersten Tabelle stehen alle ehemaligen Gemeinden, die direkt nach Döbeln eingemeindet wurden. Die ehemalige Gemeindefläche ist oft nicht nachweisbar. Die Gemeinden, die am selben Tag eingemeindet wurden, werden in alphabetischer Reihenfolge aufgeführt.
In der zweiten Tabelle stehen die ehemals selbständigen Gemeinden in alphabetischer Reihenfolge, die (zunächst) nicht in die Stadt Döbeln, sondern in eine andere Gemeinde eingegliedert wurden.

## Eingemeindungen in die Stadt Döbeln
Die Eingemeindungen fanden ab dem 1. April 1922 statt.
| Ehemalige Gemeinde             | Datum      | Zuwachs in ha | Nachweis    |
| ------------------------------ | ---------- | ------------- | ----------- |
| Keuern                         | 01.04.1922 |               | [ 1 ]       |
| Kleinbauchlitz                 | 01.04.1922 |               | [ 1 ]       |
| Sörmitz                        | 01.04.1922 |               | [ 1 ]       |
| Großbauchlitz                  | 01.11.1932 |               | [ 1 ]       |
| Zschackwitz                    | 01.11.1932 |               | [ 1 ]       |
| Gärtitz                        | 01.07.1950 |               | [ 2 ] [ 3 ] |
| Masten                         | 01.07.1950 |               | [ 2 ] [ 3 ] |
| Zschäschütz                    | 01.07.1950 |               | [ 2 ] [ 3 ] |
| Oberranschütz                  | 01.01.1974 |               | [ 2 ]       |
| Technitz                       | 01.01.1994 | 407           | [ 4 ]       |
| Ebersbach                      | 01.07.2011 | 676           | [ 4 ]       |
| Ziegra-Knobelsdorf (teilweise) | 01.01.2013 | 1327          | [ 4 ]       |
| Mochau                         | 01.01.2016 | 3882          | [ 4 ]       |

## Eingemeindungen in selbständige Orte, die später in die Stadt Döbeln eingemeindet wurden
| Ehemalige Gemeinde      | Datum                            | Anmerkung | Nachweis          |
| ----------------------- | -------------------------------- | --- | ----------------- |
| Beicha                  | 01.01.1996                       | Eingemeindung nach Mochau | [ 4 ]             |
| Bormitz                 | 01.07.1936                       | Eingemeindung nach Zschäschütz | [ 1 ]             |
| Choren                  | 01.01.1877 01.01.1937 01.07.1993 | Zusammenschluss mit Niedertoppschädel zu Choren-Toppschädel, Umbenennung von Choren-Toppschädel in Choren, Zusammenschluss mit Lüttewitz-Dreißig zu Lüttewitz | [ 5 ] [ 1 ] [ 4 ] |
| Choren-Toppschädel      | 01.01.1937                       | Umbenennung in Choren | [ 1 ]             |
| Dreißig                 | 10.10.1965                       | Zusammenschluss mit Lüttewitz zu Lüttewitz-Dreißig | [ 2 ]             |
| Forchheim               | 01.07.1950                       | Eingemeindung nach Ziegra | [ 2 ] [ 3 ]       |
| Gebersbach-Knobelsdorf  | 01.01.1994                       | Zusammenschluss von Gebersbach-Knobelsdorf und Ziegra zu Ziegra-Knobelsdorf                                                                                   | [ 2 ]             |
| Gertitzsch              | 01.07.1950 01.01.1974            | Eingemeindung nach Theeschütz, Umgliederung von Lüttewitz, Ortsteil Theeschütz, nach Choren                                                                   | [ 2 ] [ 3 ]       |
| Gödelitz, Gutsbezirk    | um 1922                          | Eingemeindung nach Beicha |                   |
| Großsteinbach (Nieder-) | 01.01.1969                       | Eingemeindung nach Mochau | [ 2 ]             |
| Hermsdorf               | 01.07.1950                       | Eingemeindung nach Oberranschütz | [ 2 ] [ 3 ]       |
| Kleinlimmritz           | vor 1880                         | Eingemeindung nach Limmritz | [ 1 ]             |
| Kleinmockritz           | 01.07.1950                       | Eingemeindung nach Dreißig | [ 2 ]             |
| Leschen                 | 01.11.1935                       | Eingemeindung nach Lüttewitz | [ 1 ]             |
| Limmritz                | 01.01.1973                       | Eingemeindung nach Ziegra | [ 2 ]             |
| Lüttewitz               | 10.10.1965 01.07.1993 01.01.1996 | Zusammenschluss mit Dreißig zu Lüttewitz-Dreißig, Zusammenschluss von Lüttewitz-Dreißig und Choren zu Lüttewitz, Eingemeindung nach Mochau                    | [ 2 ] [ 2 ] [ 4 ] |
| Lüttewitz-Dreißig       | 01.07.1993                       | Zusammenschluss mit Choren zu Lüttewitz | [ 4 ]             |
| Maltitz                 | 01.11.1935                       | Eingemeindung nach Lüttewitz | [ 1 ]             |
| Markritz                | 01.11.1935                       | Eingemeindung nach Lüttewitz | [ 1 ]             |
| Mannsdorf               | 01.01.1972                       | Eingemeindung nach Ebersbach | [ 2 ]             |
| Meila                   | 01.11.1935                       | Eingemeindung nach Beicha | [ 6 ]             |
| Miera                   | 01.10.1937                       | Eingemeindung nach Technitz | [ 1 ]             |
| Möckwitz                | 01.12.1935                       | Eingemeindung nach Technitz | [ 1 ]             |
| Nelkanitz               | 01.11.1935                       | Eingemeindung nach Beicha | [ 6 ]             |
| Neudorf                 | 01.07.1950                       | Eingemeindung nach Mannsdorf | [ 2 ] [ 3 ]       |
| Neugreußnig             | 01.07.1935                       | Eingemeindung nach Ebersbach | [ 1 ]             |
| Niedertoppschädel       | 01.01.1877                       | Zusammenschluss mit Choren zu Choren-Toppschädel | [ 5 ]             |
| Nöthschütz              | 01.04.1938 01.01.1967            | Eingemeindung nach Höckendorf, Umgliederung nach Döbeln | [ 1 ] [ 2 ]       |
| Obersteinbach           | 01.04.1936                       | Eingemeindung nach Großsteinbach | [ 1 ]             |
| Obertoppschädel         | vor 1875                         | Eingemeindung nach Choren | [ 5 ]             |
| Petersberg              | 01.11.1935                       | Eingemeindung nach Lüttewitz | [ 1 ] [ 6 ]       |
| Pischwitz               | vor 1880                         | Eingemeindung nach Töpeln | [ 1 ]             |
| Pommlitz                | 01.04.1936                       | Eingemeindung nach Gärtitz | [ 1 ]             |
| Präbschütz              | 01.07.1950                       | Eingemeindung nach Mochau | [ 2 ]             |
| Prüfern                 | 01.07.1950                       | Eingemeindung nach Dreißig | [ 2 ]             |
| Schallhausen            | 01.01.1952                       | Eingemeindung nach Simselwitz | [ 2 ]             |
| Schweimnitz             | 01.11.1935                       | Eingemeindung nach Beicha | [ 6 ]             |
| Schweta                 | vor 1923                         | Eingemeindung nach Limmritz |                   |
| Simselwitz              | 01.01.1968                       | Eingemeindung nach Mochau | [ 2 ]             |
| Stockhausen             | 01.01.1962                       | Eingemeindung nach Limmritz | [ 2 ]             |
| Theeschütz              | 01.01.1960                       | Eingemeindung nach Lüttewitz | [ 2 ]             |
| Töpeln                  | 01.01.1991                       | Eingemeindung nach Ziegra | [ 2 ]             |
| Wöllsdorf               | 01.04.1921                       | Eingemeindung nach Töpeln | [ 1 ]             |
| Ziegra                  | 01.01.1994                       | Zusammenschluss von Gebersbach-Knobelsdorf und Ziegra zu Ziegra-Knobelsdorf                                                                                   | [ 2 ]             |